# Реккополіс
40°19′14″ пн. ш. 2°53′37″ зх. д. / 40.32055556° пн. ш. 2.89361111° зх. д.
Реккополіс (ісп. Recópolis) одне з пізньоантичних ранньосередньовічних міст, було засноване в 578 р. н. е. правителем вестготів Леовігильдом (569—586).

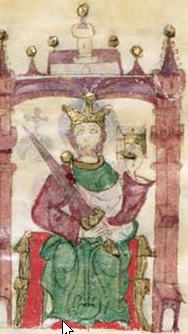
Леовігільд засновник Реккополіса

Заснування міст не було звичайним явищем у германських королівствах і зокрема у вестготів, Реккополіс був першим відомим випадком.

## Історичне підґрунтя
Між IV і VII століттями відбувається велике переселення кочових і напівкочових народів, що докорінно змінює політичне і соціальне обличчя Західної Римської Імперії. Прибульців називають «barbari» варварами, що є зневажливим терміном для чужих, некультурних людей. Причини проникнення цих народів на окуповані території Римської імперії різноманітні; однією з ймовірних причин, є те що це стало необхідним через кліматичні зміни.
Кочовики шукали пасовиська для великої рогатої худоби і коней або нові родючі сільськогосподарські угіддя. Так в V столітті племена зі сходу Європи з регіонів що знаходяться на сході від Райну і на півночі від Дунаю, вдираються в Римську Імперію, на своєму шляху розтрощивши римський Лімес, що до того часу був міцним кордоном між Римом та варварським світом.
Демографічні зрушення такого масштабу неминуче приводять до руйнування етнічного та політичного балансу в державі. Це створює нові соціальні і політичні формування, які можна охарактеризувати як варварсько-римські імперії.

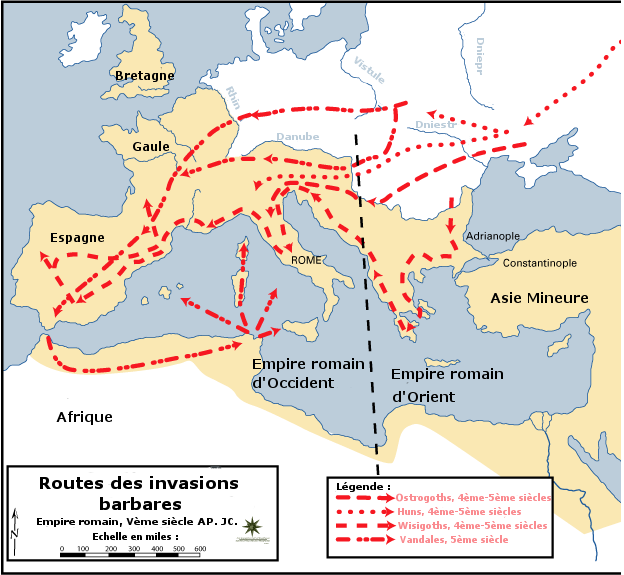
Шляхи пороникнення варварів у Римську Імперію

Першим народом що оселився на теренах Римської Імперії в 408 році стали Вестготи під проводом готського царя Аларіха. Після пограбування Риму в 410 році вони спочатку влаштувалися на території сучасної Франції, де вони заснували тулузьке королівство (раннє вестготське королівство); пізніше вони осідають на Піренейському півострові і започатковують Толедське королівство, яке існуватиме аж до прибуття в 711 році арабів.

Реккополіс та вестготи 586 р.

## Етимологія назви
Іоанн Бікларський у своїй Chronica, 175—180, повідомляє, що Леовігильд засновав і назвав місто на честь свого молодшого сина Реккареда, за вісім років до його коронування, після підкорення основної частини королівства Толедо.
Останнім часом з'явилася нова теорія походження назви міста, так Реккополіс не є містом Реккареда, а є формою похідною від латинського rex (Король), що дає можливість трактувати назву як «Королівське місто». Цю теорію підсилює той факт що місто Реккополіс було якийсь час резиденцією вест-готських правителів. При найменуванні міста на честь Реккареда, місто мало б називатися «Реккаредополіс» як до прикладу місто «Константинополіс» назване на честь імператора Константина. Для скорочення від імені Реккаред до Рекко- не має ніякого прецеденту.

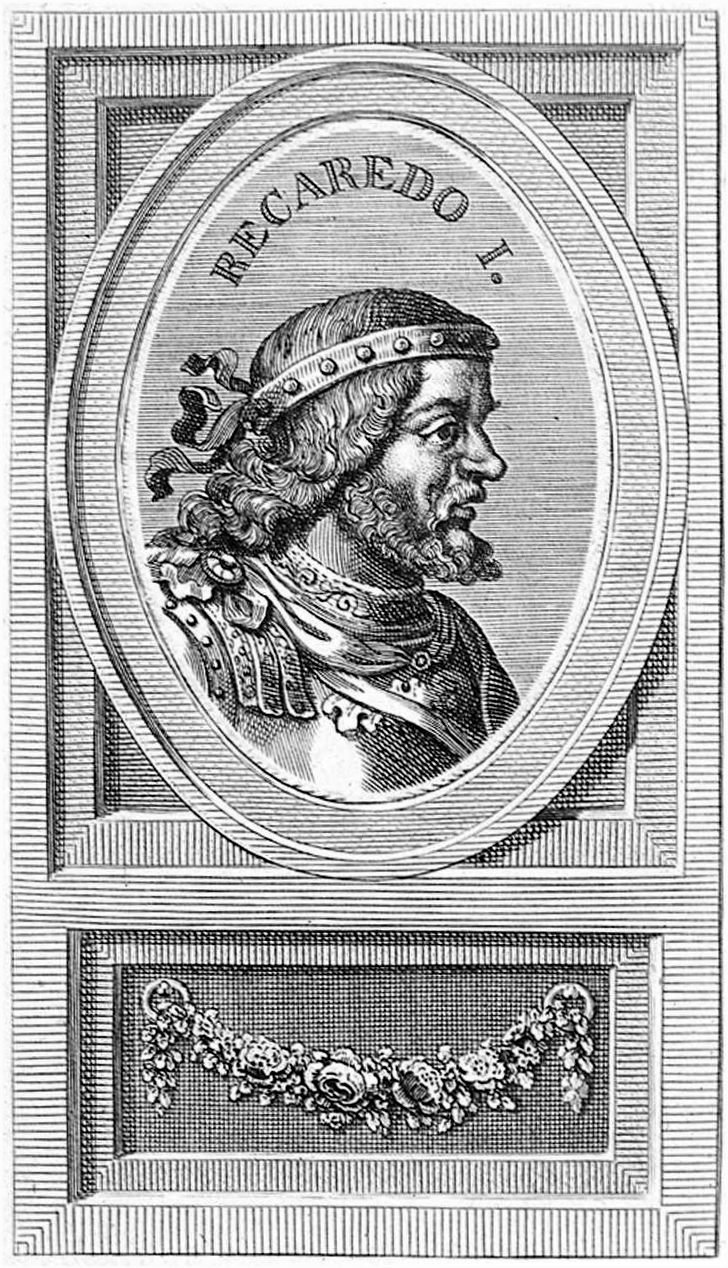
Реккаред правитель вестготів

Проте трактування назви міста як «Королівське місто» від латинського rex є так само проблематичним як і інше рішення, тим паче це трактування суперечить повідомленням сучасника Іоанна Бікларського.

## Розташування

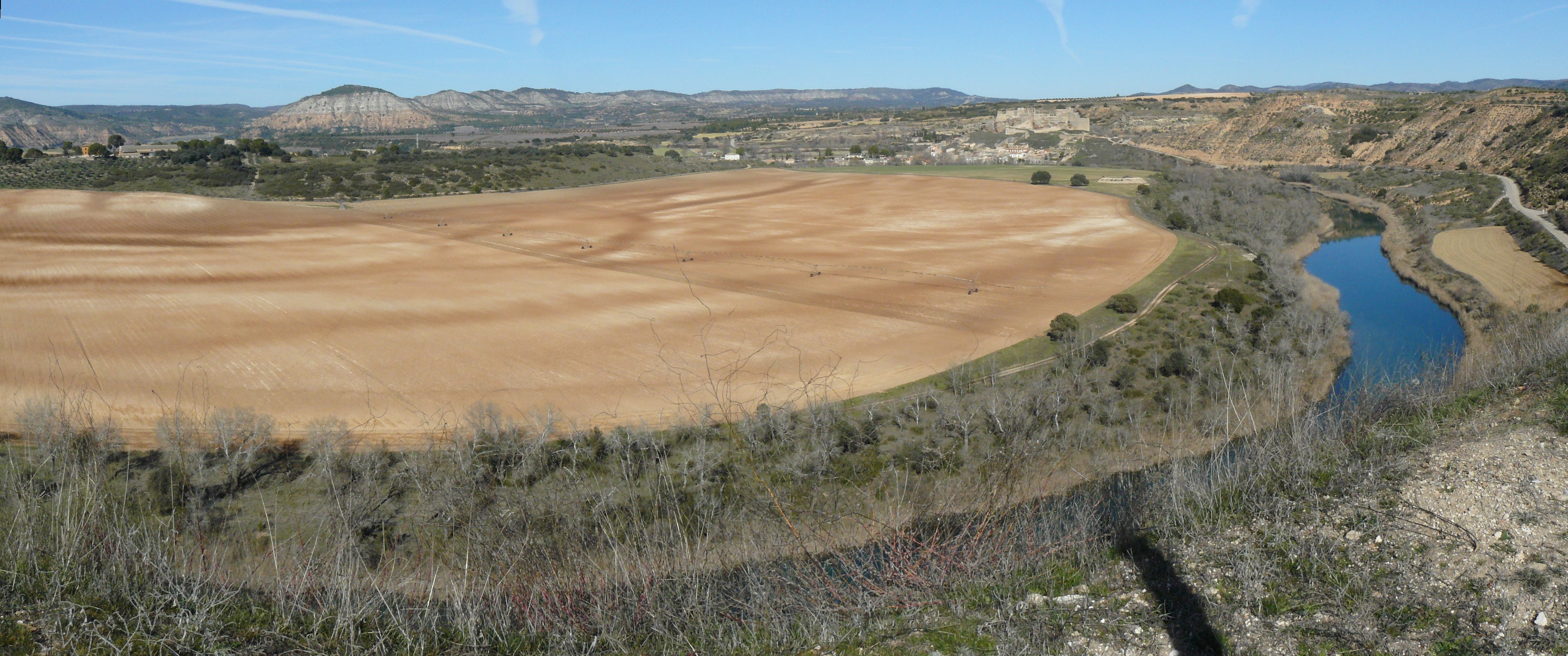
Тахо на околицях Реккополісу

Вестготи та Реккополіс 586 р.

Місто Реккополіс було локалізоване на пагорбі на висоті 650 м над рівнем моря і близько 30 метрів над долиною Серро-де-ла-Оліва (Соріта-де-лос-Канес, провінція Гвадалахара) з північної частини пагорба протікає річка Тахо. У повідомленнях арабських географів X століття, місто Реккополіс зустрічається без вказівки на місце розташування. Археологічні знахідки вказують що саме на цьому місті знаходився Реккополіс. Поміж іншим, важливою знахідкою є скарб монет, який було виявленно під фундаментом базиліки. Надписи на монетах «Reccopoli» і розташований на них образ Леовігільда є однозначним підтвердженням існування міста Реккополіс.

## Дослідники міста
У кінці XIX ст. іспанський археолог J. Catalina Garcia (Каталина Гарсія), дослідник середньовічного міста арабського періоду Соріта-де-лос-Канес помітив у брамі вбудовані елементи вестготської епохи. Пізніше було встановлено, що будівельники укріплення використовували матеріали з руїн більш раннього міста, яке розташовувалося на відстані менше одного кілометра на південь вниз по течії річки Тахо. Згодом на цьому місті було локалізовано місто Реккополіс, що до того часу був відомий лише з письмових джерел та власній монеті. Проте перші археологічні дослідження були проведені в 1944—1945 роках археологом J. Cabre Aguilo. Іспанський дослідник ставив за мету шляхом археологічних методик, перевірити ідентичність руїн міста з Реккополісом у вестготських та арабських письмових джерелах. Важливим аргументом локалізувати Реккополіс саме в цьому місті, були записи 10-го століття арабського географа з Кордоби Ahmad al-Razi (Ахмада аль-Разі). У його джерелах вказано, що Зоріта було сильним розташованим на височині містом, далі повідомляє географ, що при будівництві його були використані кам'яні брили з розташованого поблизу Ракупела (Реккополіс) де були добрі каменоломні.
В 1964 році розкопки проводив німецький дослідник Клаус Раддац, який першим опублікував план локалізованих ним будівель та фортифікації. З 1983 року археологічними дослідженнями Реккополісу займався іспанський вчений Olmo Enrico. На даний час розкопки ще не закінченні.

## Фортифікація
Все місто займало площу приблизно 33 га, і було оточене великим муром, що переривався тільки на півночі міста, де висота пагорба сягала 60 м від його основи в долині.

### Мур
З західної сторони уціліла найбільша частина муру довжиною в 128,2 метра, та шириною 2 метри. Мури міста складаються з зовнішньої та внутрішньої кам'яної стіни та міжстінового простору, заповненого сумішшю землі з гравієм, дрібним камінням. Гіпотетично повна довжина мурів сягає 1,6 км, а висота мала б бути приблизно 5 метрів.

### Вежі
З початкових веж частково збереглися лише вісім. Вежі переважно прямокутні деколи напівкруглі. Вони були збудовані вздовж мурів із нерегулярними інтервалами — відстань між ними змінюється від 20 м до 40 м. Для будівництва веж були використані різні матеріали — здебільшого великі кам'яні брили з вапняку, та з піщаника.
На сьогодні було розкопано одну напівкруглу вежу, п'ять квадратних, та дві квадратні по сторонах однієї з брам. Вежі виступають із муру на 2—3 метри. Довжина сторін квадратних веж сягає 5,75 м.

### Брами
Сьогодні маємо мало інформації стосовно брам міста. Німецький дослідник Раддац, який першим проводив археологічні розкопки міста в 1940—1950-х роках, локалізував три брами. Одну з них на сході укріплення де пагорб має природний вхід. Інша брама могла знаходитися з західної сторони. І третю припускає Раддац у південній частині мура. На даний час було знайдено лише одну браму з західної сторони, ця брама знаходиться поміж двома квадратними вежами.

## Будівлі в середині міста

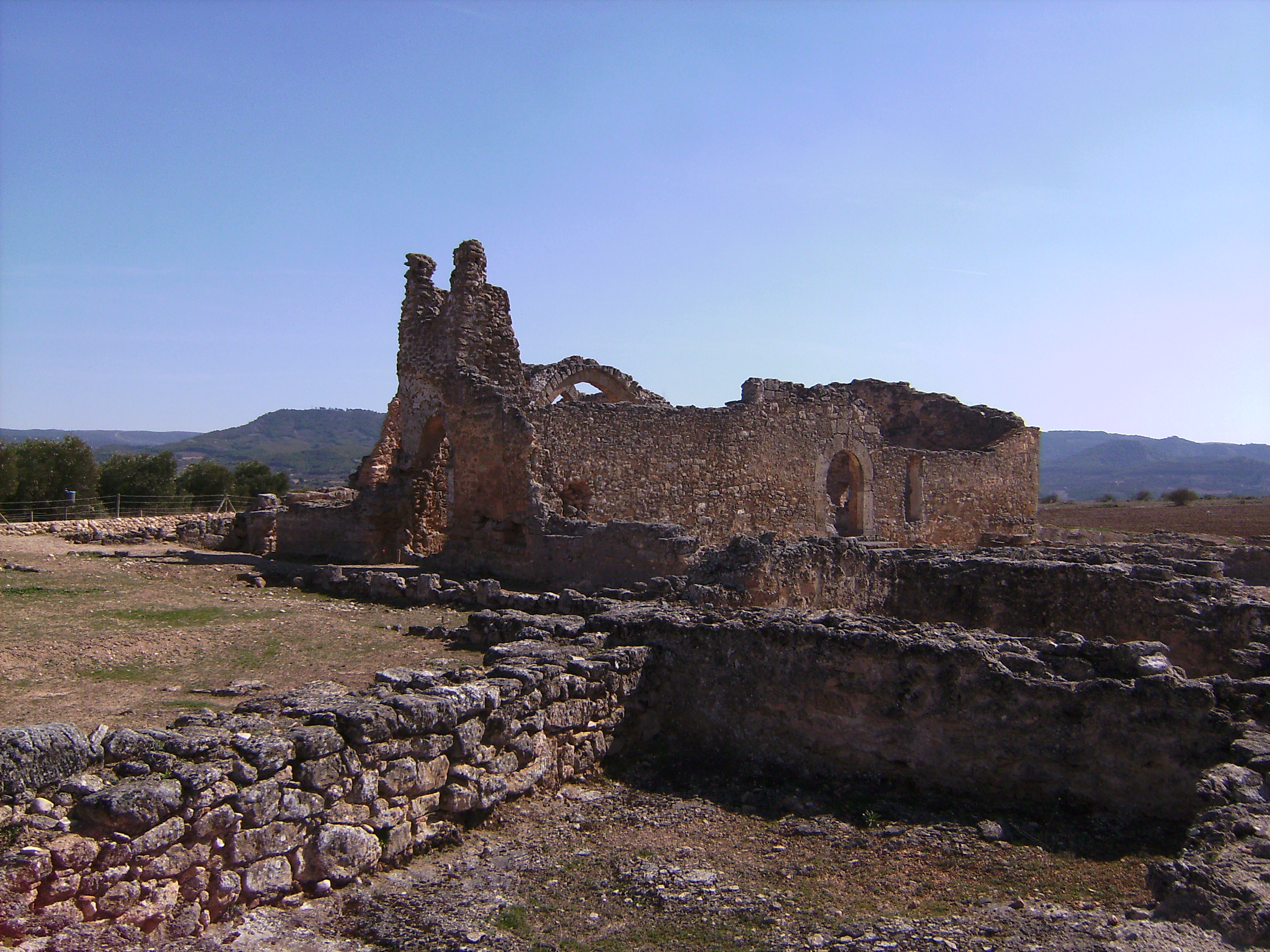
Руїни аріанської базиліки

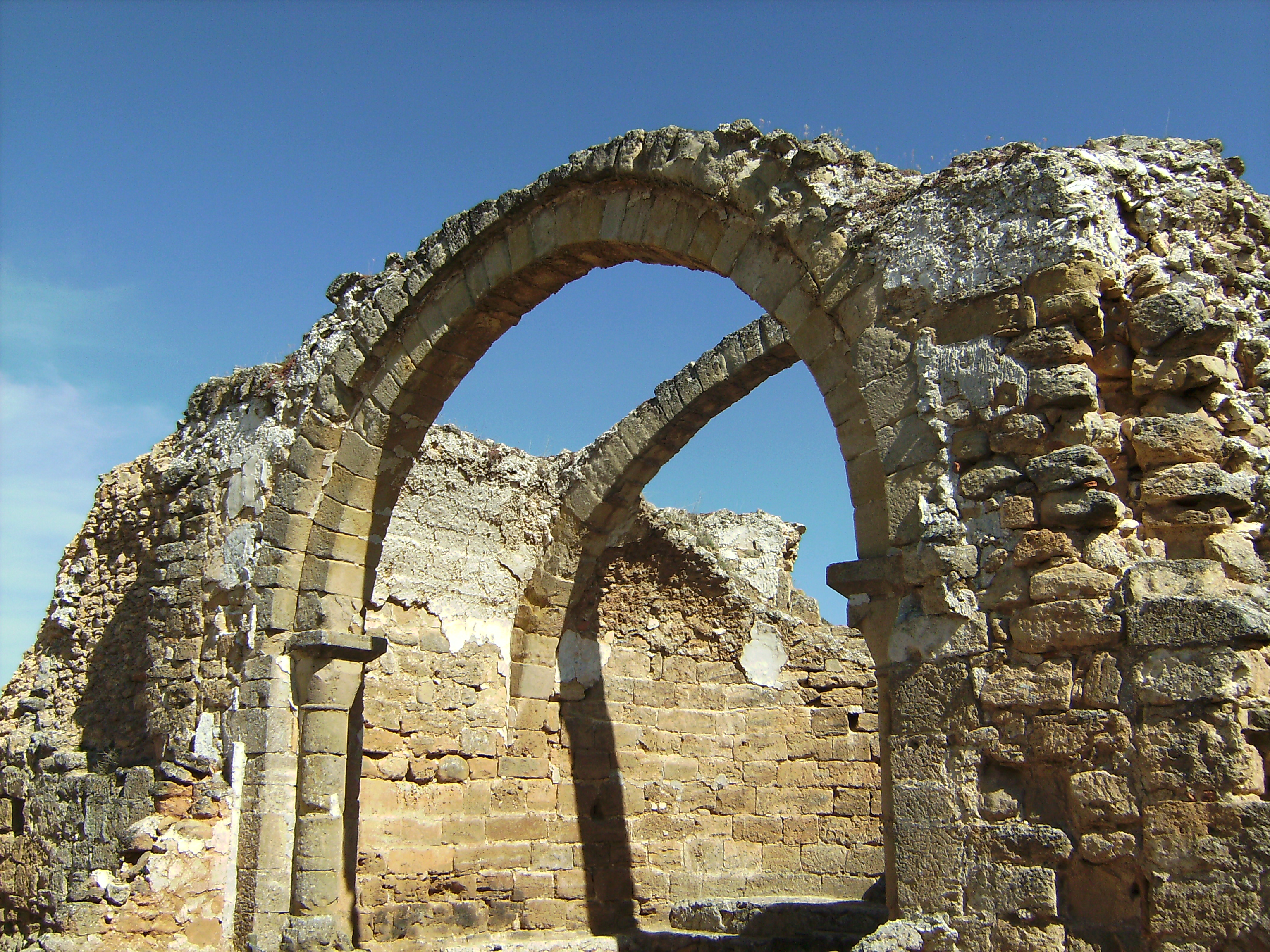
Арки базиліки

У середині міста на підвищенні пагорба, будівлі розташовані вільно навколо відкритого майданчика. З північного краю розташована будівля, що була інтерпретована дослідниками як королівський палац, зі східного краю будівля аріанської базиліки. На півдні центральний майдан закривається довгою будівлею з прямокутним фундаментом. Ще далі на південь місто було забудоване домівками його мешканців. На сході урбаністичного комплексу були локалізовані каменоломні з яких добували матеріал для будівництва муру, і будівель. До місця видобутку каміння пролягало декілька доріг, а поблизу розташовувався річковий порт. Також дослідники виявили канал та систему водопостачання в місто акведук. Навколо міста були сільськогосподарські угіддя.
На цей момент стан археологічних досліджень не дає змоги повною мірою щось стверджувати про загибель міста, як і про справжній стан урбаністичного і архітектурного розвитку Реккополісу.
Відомо що в VIII та IX століттях в андалузійський період місто і надалі існувало, але поступово занепадало через постійні зіткнення з берберами. Що з часом привело до повного занепаду міста.